# Třída Abhay
Třída Abhay je třída protiponorkových korvet indického námořnictva. Jedná se o modifikaci sovětského projektu 1241.2 (v kódu NATO třída Pauk II). V letech 1989–1991 vstoupily do služby celkem čtyři jednotky, pojmenované Abhay, Ajay, Akshay a Agray.

## Stavba
Jednotky třídy Abhay:
| Jméno        | Vstup do služby   | Osud                    |
| ------------ | ----------------- | ----------------------- |
| Abhay (P33)  | 10. března 1989   | Aktivní.                |
| Ajay (P34)   | 24. ledna 1990    | vyřazena 19. září 2022  |
| Akshay (P35) | 10. prosince 1990 | vyřazena 3. června 2022 |
| Agray (P36)  | 30. ledna 1991    | Vyřazena 27. ledna 2017 |

## Konstrukce
Hlavňovou výzbroj představuje jeden 76mm kanón AK-176 v dělové věži na přídi. Protiletadlové řízené střely jsou typu Strela-2M (v kódu NATO SA-N-5). Blízkou obranu zajišťuje jeden 30mm kanón AK-630. K boji proti ponorkám slouží jeden čtyřhlavňový 533mm torpédomet a dva raketové vrhače hlubinných pum RBU-1200. Nejvyšší rychlost dosahuje 32 uzlů.